# Zwartmaskercotinga
De zwartmaskercotinga (Conioptilon mcilhennyi) is een zangvogel uit de familie Cotingidae (cotinga's). Deze vogel is genoemd naar John Stauffer McIlhenny (1910-1997) die sponsor was van de expeditie die deze vogel heeft ontdekt.

## Verspreiding en leefgebied
Deze soort komt voor in het Amazonegebied in het grensgebied van Peru, Brazilië en Bolivia.

## Status
De grootte van de populatie is niet gekwantificeerd maar de soort wordt omschreven als vrij algemeen maar met een versnipperde verspreiding. Op de Rode lijst van de IUCN heeft deze soort de status niet bedreigd.